# カール・ガイガー
カール・ガイガー (Karl Geiger、1993年2月11日 - ) は、ドイツバイエルン州オーベルストドルフ 出身のスキージャンプ選手である。2018年平昌オリンピック団体銀メダリスト、2022年北京オリンピックラージヒル銅メダリスト、ノルディックスキー世界選手権およびスキーフライング世界選手権メダリスト。

## 経歴
コンチネンタルカップのデビューは、2011/12シーズンの最終戦であるクオピオ大会（ フィンランド）で、1日目32位、2日目14位であった。2012年には来日し宮様スキー大会国際競技会少年組でノーマルヒル、ラージヒルとも優勝した。ワールドカップのデビューは2012/13シーズンの初戦のリレハンメル大会（ ノルウェー）で、1日目21位、2日目30位とポイントを獲得した。その後、2015/16シーズンまではコンチネンタルカップとワールドカップを行き来していたが、2016年2月以降はワールドカップに定着し、この年のワールドカップラハティ大会（ フィンランド）では2位と初の表彰台を獲得し、総合30位でシーズンを終えた。
2016/17シーズンは初戦よりワールドカップに初めてフル参戦し、10位以内を5回記録し、総合18位でシーズンを終えた。
2017/18シーズンもワールドカップでは10位以内を6回記録し、総合14位で終えた。平昌オリンピック( 韓国)では個人2戦に出場し、団体戦では銀メダルのメンバーとなった。
2018/19シーズンはワールドカップエンゲルベルク大会（ スイス）で初優勝、ヴィリンゲン大会（ ドイツ）で2回目の優勝を遂げ、総合10位で終えた。初出場となった世界選手権ゼーフェルト大会（ オーストリア）では個人ラージヒルで銀メダル、男子団体および混合団体ではそれぞれ金メダルのメンバーとなった。
2019/20シーズンはワールドカップ優勝4回、2位6回、3位1回と上位争いを繰り広げ、シュテファン・クラフトに次ぐ総合2位で終えた。
2020/21シーズンは、開幕戦ヴィスワ大会（ ポーランド）の個人2位から始まり、初出場のフライング世界選手権プラニツァ大会（ スロベニア）個人戦で優勝したが、その後新型コロナウイルス感染症陽性判定によりワールドカップを一時離脱した。復帰初戦のスキージャンプ週間オーベルストドルフ大会（ ドイツ）で優勝し、最終戦のプラニツァ大会（ スロベニア）で優勝2回を追加し、総合6位で終えた。地元開催の世界選手権オーベルストドルフ大会（ ドイツ）では個人ノーマルヒルで銀メダル、個人ラージヒルで銅メダル、男子団体および混合団体ではそれぞれ金メダルのメンバーとなり、出場したすべての競技でメダルを獲得した。
2021/22シーズンは開幕戦ニジニ・タギル大会（ ロシア）で優勝するとその試合で2位だった小林陵侑と総合優勝争いを繰り広げ、優勝4回、2位5回、3位1回で優勝7回、2位2回の小林を3ポイントリードして総合首位で北京オリンピック( 中国)に臨んだ。オリンピックの最初の種目個人ノーマルヒルは15位に終わったが、個人ラージヒルは1本目6位から3つ順位を上げて銅メダルを獲得すると、最終種目の男子団体ではアンカーを務め最後のジャンプで個人ラージヒル金メダルのマリウス・リンヴィクがアンカーを務めるノルウェーを逆転し銅メダルを獲得した。オリンピック後のワールドカップ再開2試合目の第21戦で小林に総合首位を明け渡すとその後は逆転できずに総合2位でシーズンを終えた。フライング世界選手権ヴィケルスン大会（ ノルウェー）は団体戦で2位のメンバーとなった。

## 主な競技成績

### 冬季オリンピック
- 2018年平昌オリンピック ( 韓国)
  - 個人ノーマルヒル 10位
  - 個人ラージヒル 7位
  - 男子団体ラージヒル 2位
- 2022年北京オリンピック ( 中国)
  - 個人ノーマルヒル 15位
  - 個人ラージヒル 3位
  - 混合団体ノーマルヒル 9位
  - 男子団体ラージヒル 3位

### 世界選手権
- 2019年ゼーフェルト大会 ( オーストリア)
  - 個人ノーマルヒル 18位
  - 個人ラージヒル 2位
  - 男子団体ラージヒル 1位
  - 混合団体ノーマルヒル  1位
- 2021年オーベルストドルフ大会 ( ドイツ)
  - 個人ノーマルヒル 2位
  - 個人ラージヒル 3位
  - 男子団体ラージヒル 1位
  - 混合団体ノーマルヒル  1位
- 2023年プラニツァ大会 ( スロベニア)
  - 個人ノーマルヒル 3位
  - 個人ラージヒル 8位
  - 男子団体ラージヒル 5位
  - 混合団体ノーマルヒル  1位
- 2025年トロンハイム大会（ ノルウェー）
  - 個人ノーマルヒル 4位
  - 個人ラージヒル 21位
  - 男子団体ラージヒル 4位

### スキーフライング世界選手権
- 2020年プラニツァ大会 ( スロベニア)
  - 個人 1位
  - 団体 2位
- 2022年ヴィケルスン大会 ( ノルウェー)
  - 個人 8位
  - 団体 2位
- 2024年バート・ミッテルンドルフ大会 ( オーストリア)
  - 個人 19位
  - 団体 3位

### ジュニア世界選手権
- 2013年リベレツ大会 ( チェコ)
  - 男子個人 7位
  - 男子団体 3位

### ワールドカップ
- 通算 優勝15回、2位13回、3位13回 (2024/25シーズンまで)

| シーズン | 順位 | ポイント |
| -------- | ---- | -------- |
| 2012/13  | 41.  | 86       |
| 2013/14  | 42.  | 106      |
| 2014/15  | 75.  | 5        |
| 2015/16  | 30.  | 174      |
| 2016/17  | 18.  | 369      |
| 2017/18  | 14.  | 427      |
| 2018/19  | 10.  | 765      |
| 2019/20  | 2.   | 1519     |
| 2020/21  | 6.   | 826      |
| 2021/22  | 2.   | 1515     |
| 2022/23  | 11.  | 736      |
| 2023/24  | 17.  | 623      |
| 2024/25  | 13.  | 638      |

### サマーグランプリ
- 通算 優勝3回、2位1回、3位5回 (2024シーズンまで)

| シーズン | 順位 | ポイント |
| -------- | ---- | -------- |
| 2012     | 58.  | 18       |
| 2013     | 42.  | 56       |
| 2014     | 41.  | 51       |
| 2015     | .    | 0        |
| 2016     | 9.   | 253      |
| 2017     | 20.  | 116      |
| 2018     | 2.   | 416      |
| 2019     | 5.   | 232      |
| 2021     | 14.  | 140      |
| 2022     | 8.   | 146      |
| 2023     | 58.  | 22       |
| 2024     | 26.  | 105      |

### コンチネンタルカップ
- 通算 優勝6回、2位8回、3位3回 (2016/17シーズンまで)

| シーズン | 順位 | ポイント |
| -------- | ---- | -------- |
| 2011/12  | 97.  | 18       |
| 2012/13  | 23.  | 442      |
| 2013/14  | 8.   | 601      |
| 2014/15  | 9.   | 617      |
| 2015/16  | 2.   | 901      |
| 2016/17  | 103. | 56       |